# Kadokawa Corporation
Kadokawa Corporation (Nhật: 株式会社KADOKAWA Hepburn: Kabushiki-gaisha Kadokawa, tên cũ cho đến 1 tháng 10 năm 2015 株式会社KADOKAWA・DWANGO) là một công ty cổ phần có trụ sở tại Ginza, Chūō, Tokyo, Nhật Bản. Công ty được sáp nhập vào tập đoàn Kadokawa và Dwango Co., Ltd. vào 1 tháng 10 năm 2014.
Vào tháng 2 năm 2019, Kadokawa Dwango thông báo rằng Dwango sẽ không còn là công ty con của họ mà là công ty con của Tập đoàn Kadokawa trong việc tái tổ chức lại công ty.